# 小徑

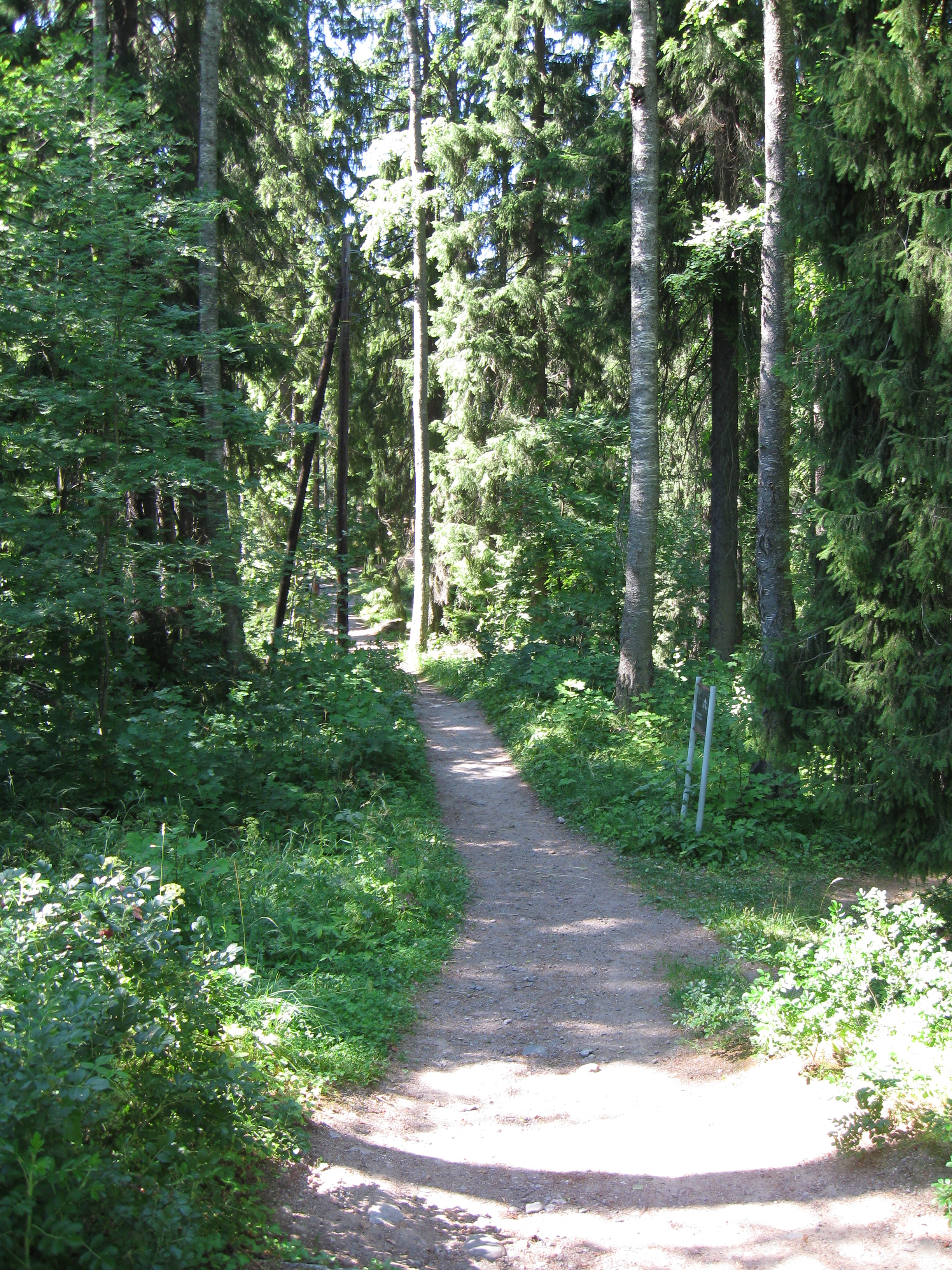
小徑

小徑（英語：Trail）是透過較小或較為便利的通道、輕便的交通運輸工具（像是腳踏車）以及自己的雙腳，來抵達自己想去之所在，位於全世界仍有幾處角落都有小徑的存在。小徑可分為山間小徑、鄉間小徑、茶園小徑、林間小徑、湖邊小徑等等。

## 各國的小徑
- 阿帕拉契小徑：經過喬治亞州、北卡羅萊納州、田納西州、弗吉尼亞州、西維珍尼亞州、馬利蘭州、賓夕法尼亞州、新澤西州、紐約州、康乃狄克州、麻薩諸塞州、佛蒙特州、新罕布什爾州和緬因州的徒步小徑。
- 奧勒岡小徑：由19世紀北美大陸西部拓荒時代的美國人所開拓，為移民通行的主要道路之一。
- 茶馬古道
- 八通關古道